# Upper Tadong
Upper Tadong é uma vila no distrito de East, no estado indiano de Sikkim.

## Demografia
Segundo o censo de 2001, Upper Tadong tinha uma população de 14,670 habitantes. Os indivíduos do sexo masculino constituem 54% da população e os do sexo feminino 46%. Upper Tadong tem uma taxa de literacia de 76%, superior à média nacional de 59.5%: a literacia no sexo masculino é de 80% e no sexo feminino é de 71%. Em Upper Tadong, 10% da população está abaixo dos 6 anos de idade.